# Arbanum
Arbanum (łac. Diocesis Arbanensis) – stolica historycznej diecezji w rejonie Epiro Nuovo erygowanej ok. XI wieku, skasowanej 1640. Sufragania archidiecezji Durrës, współcześnie w Albanii. Obecnie katolickie biskupstwo tytularne. 

## Biskupi tytularni
| Lp. | Biskup              | Funkcja                              | Od                   | Do               |
| --- | ------------------- | ------------------------------------ | -------------------- | ---------------- |
| 1   | Giuseppe Perniciaro | egzarcha pomocniczy Piana (Włochy)   | 26 października 1937 | 12 lipca 1967    |
| 2   | Jules Harlé         | biskup pomocniczy Arras (Francja)    | 12 października 1970 | 24 stycznia 1999 |
| 3   | Erminio De Scalzi   | biskup pomocniczy Mediolanu (Włochy) | 11 maja 1999         |                  |